# Orthophytum mucugense
Orthophytum mucugense är en gräsväxtart som beskrevs av Maria das Graças Lapa Wanderley och A.A.Conc. Orthophytum mucugense ingår i släktet Orthophytum och familjen Bromeliaceae. Inga underarter finns listade i Catalogue of Life.